# 구참
구참(苟參, ? ~ 기원전 21년?)은 전한 말기의 관료로, 자는 위신(威神)이며 하내군 사람이다. 효원황후의 의붓동생으로, 생모 이(李)씨는 본래 왕금(王禁)과 혼인하여 효원황후 등을 낳았으나 이혼하고 구빈(苟賓)과 혼인하여 구참을 낳았다.

## 행적
본래 가난하게 살았는데, 효원황후가 이를 불쌍히 여겨 성제에게 구참을 제후로 봉해줄 것을 청원하였다. 성제는 이를 들어주지 않는 대신 구참을 시중(侍中) 겸 수형도위에 임명하였다.
구참이 죽은 후, 아들 구급(苟伋) 또한 시중이 되었다. 구참의 아내는 종사중랑(從事中郞) 진탕에게 구급이 열후에 봉해지게 해달라며 황금 50근을 뇌물로 바쳤다.

## 출전
- 반고, 《한서》
  - 권19하 백관공경표 下
  - 권70 부상정감진단전
  - 권98 원후전

| 전임 순 | 전한의 수형도위 기원전 22년 ~ 기원전 21년? | 후임 우 |